# Ихтияруддин Хасан
Ихтияруддин Хасан ибн Гавр (ум. 1189 или 1195/96) — представитель византийской семьи Гаврасов, визирь султана Рума Кылыч-Арслана II.
Хасан известен дипломатическими миссиями — он неоднократно был послом Кылыч-Арслана II к византийскому императору Мануилу I Комнину и к султану Египта Салах ад-Дину. У Хасана был конфликт со старшим сыном Кылыч-Арслана II, Кутбеддином Мелик-шахом, что стало причиной смерти Хасана.

## Биография
Данных о месте или времени рождения Ихтияруддина Хасана нет. Он происходил из византийского рода Гавров. Некий Гавр перешёл на сторону сельджуков в конце правления императора Мануила I Комнина. В 1167 году Кылыч-Арслан II оказал Мануилу помощь и после отправил Гавра в Константинополь, чтобы получить компенсацию. Никита Хониат писал, что в 1176 году перед битвой при Мириокефале и после неё Кылыч-Арслан II посылал к Мануилу Гавра с предложением о мире. Э. Брайер и К. Каэн писали, что это был либо Ихтияруддин Хасан, либо его отец. С. Врионис полагал, что послом был Ихтияруддин Хасан, а турецкий историк Н. Каракуш — что послом был отец Хасана. Некоего Гавра обвиняли в отравлении Кылыч-Арслана и его сына, Кейхюсрева I, в 1192 году. Э. Брайер предполагал, что отравителем мог быть Ихтияруддин Хасан.
Хасан был визирем Кылыч-Арслана II и имел большое влияние на султана. Михаил Сириец называл его не визирем, а хаджибом.

### Переговоры с Салах ад-Дином
В конце 1170-х — начале 1180-х годов между Кылыч-Арсланом и Артукидом Хисн-Кайфы Нуреддином Мухаммедом бен Кара-Арслан (правил в 1167—1185) возник конфликт, связанный с тем, что Мухаммед плохо обращался со своей женой, дочерью Кылыч-Арслана, Сельчук-хатун. Он отверг жену и проводил время с наложницей. Кылыч-Арслан напал на принадлежавшую Мухаммеду Хисн-Кайфу. Поскольку Мухаммед находился под покровительством Салах ад-Дина, нападение Кылыч Арслана разгневало Салах ад-Дина и он заключил соглашение с крестоносцами, не соглашаясь на предложения о мире. Хасан написал Салах ад-Дину с просьбой о встрече и тот дал дозволение. Ихтияруддин Хасан прибыл и в разговоре сказал, что «это отвратительное дело» не подходило Салах ад-Дину, поскольку люди ждут от него не борьбы с мусульманским правителем, а джихада и что нехорошо, что он «предоставил крестоносцам шанс ради певицы». Кроме этого он сказал: «представьте, что Кылыч-Арслан умер, и его дочь послала меня к вам, ища у вас убежища». Доводы Хасана оказались убедительными, но Салах ад-Дин не мог отказаться поддержать того, кому обещал помощь. Хасану удалось добиться от Салах ад-Дина обещания потребовать от Артукида отослать наложницу. В случае, если он не сделает этого, то не получит помощи от Салах ад-Дина. В результате было достигнуто соглашение и обе стороны договорились о совместных действиях против армян.
В 1187/88 году Хасан ездил к Салах ад-Дину, чтобы передать официальные поздравления от султана в связи со взятием Иерусалима.

### Отношения с Мелик-шахом и смерть
Хасан предупреждал султана, что его старший сын мелик Сиваса Мелик-шах считает себя законным наследником и не может смириться с тем, что отец предпочитает кого-то другого. Визирь советовал султану опасаться Мелик-шаха. Конфликт между султаном и Мелик-шахом постепенно разрастался. В 1188 году Мелик-шах двинулся на Конью, стремясь заставить отца отдать ему трон. У Кайсери армии отца и сына столкнулись, но солдаты Мелик-шаха отказались обнажать мечи против султана и Мелик-шах отступил к Сивасу. По сообщению Михаила Сирийца и Бар-Эбрея, бунт сына разгневал султана, Кылыч-Арслан приказал убить 4000 туркмен, примкнувших к армии Мелик-шаха. В защиту самого Мелик-шаха выступил его сосед из Эрзинджана, зять султана Бахрам-шах. Бахрам-шах приехал в Конью и убедил своего тестя Кылыч-Арслана, что люди считают виновником конфликта между отцом и сыном Ихтияруддина Хасана. Бахрам-шах посоветовал султану отправить визиря на время в Эрзинджан. Ихтияруддин Хасан должен был оставаться там до тех пор, пока отношения между отцом и сыном не улучшатся. В 1189 году визирь отправился в путь к долине, которую Бар-Эбрей назвал Камюх, расположенной недалеко от Кайсери. Смещённого визиря сопровождали 200 человек родственников, слуг и охранников. По словам Имадеддина аль-Исфахани и Михаила Сирийца, Ихтияруддин Хасан со спутниками по дороге был зверски убит туркменами. Некоторые историки (Ф. Сюмер, А. Онгюль, С. Коджа) вслед за ними утверждают, что по дороге Хасан с сопровождающими были убиты, однако, по словам О. Турана, надпись на медресе Ходжи Хасана, построенного Ихтияруддином Хасаном в 1193 году в Кайсери, сообщает, что визирь султана поступил на службу к сыну Кылыч-Арслана II Нуреддину Султан-шаху, мелику Кайсери. Ибн аль-Асир также утверждал, что Хасан отправился в Кайсери и стал визирем мелика. Бар-Эбрей сообщал, что Хаснун, врач из Эдессы, отправился в Анатолию и лечил Ихтияруддина Хасана, а оттуда поехал в Ахлат и вылечил Аксунгура Хазар-динари, который стал Ахлатшахом в 1193 году. То есть, в 1193 году Хасан был ещё жив.
По сведениям Михаила Сирийца, после смерти Кылыч-Арслана король Киликийской Армении Левон II выступил против «мелика Кайсери» (Султан-шаха), разгромил его, занял замок недалеко от Кайсери и взял под свою защиту мелика Эльбистана (Тугрул-шаха, ещё один сын Кылыч-Арслана II). Хронист датировал эти события 1195 годом, то есть Султан-шах и Ихтияруддин Хасан были живы до этого времени.
Мелик-шах пытался договориться с Султан-шахом после смерти Кылыч-Арслана, но Ихтияруддин Хасан посоветовал последнему не верить старшему брату и остерегаться его. Мелик-шах встретился с Султан-шахом у Кайсери и убил брата. После этого он осадил и захватил город, убил Ихтияруддина Хасана, разрубил тело на части и оставил его тело на улице собакам. Из-за возмущения народа тело визиря было захоронено в медресе Ходжи Хасана в Кайсери. Вскоре после этого Мелик-шах умер. Дата этого происшествия не сообщается. По словам О. Турана, Мелик-шах убил Султан-шаха при переговорах в 1196 году и захват Мелик-шахом в этом году города подтверждает отчеканенная им в Кайсери монета с куньей «Абуль-Фатх» («отец победы»).

## Личность
Ихтияруддин Хасан оказывал покровительство учёным. Среди них был христианин, врач Хаснун из Эдессы. Он был знатоком не только медицины, но и философии. После смерти Хасана Хаснун был вынужден искать другого покровителя и отправился в Алеппо, которым правил сын Салах ад-Дина аз-Захир Гази (1186—1216). В Алеппо Хуснуна преследовали из-за его веры, что привело к болезни и смерти Хаснуна. Ихтияруддин Хасан был более толерантным, чем Айюбиды.
Никита Хониат назвал Гавра «первым и особенно почтенным между его [султана] сатрапов». По словам Э. Брайера, Хасан «считался мудрым государственным деятелем и отличался великолепием своих одежд и личных драгоценностей».